# Kościół Niepokalanego Poczęcia Najświętszej Maryi Panny w Józefowie (powiat biłgorajski)
Kościół Niepokalanego Poczęcia Najświętszej Maryi Panny – rzymskokatolicki kościół parafialny należący do dekanatu Józefów diecezji zamojsko-lubaczowskiej.

## Historia
Obecna świątynia została zbudowana w latach 1883–1886 i ufundowana przez Józefa Zamoyskiego, konsekrował ją dopiero w dniu 20 lipca 1951 roku biskup Piotr Kałwa, wnętrze odnowione w 1906 roku, w 1914 roku został wyremontowany dach (późniejsze remonty dachu zostały wykonane w latach 1924 i 1936). W latach: 1924, 1947, 1969, 1999 Wnętrze zostało wymalowane. Posadzka została wykonana z terakoty w 1964 roku. W latach 1972–1974 odnowiono ołtarze, ambonę, chrzcielnicę i kruchtę. W 1975 roku ołtarz Matki Bożej Nieustającej Pomocy został zniszczony przez pożar. W latach 1986–1987 zostały wymienione tynki zewnętrzne, a także przeprowadzono obróbki blacharskie gzymsów, rur, i rynien.

## Architektura
Jest to budowla murowana wzniesiona z białego kamienia józefowskiego, składająca się z jednej nawy, wybudowana na planie krzyża, w stylu neobarokowym, nawa nakryta jest sklepieniem łukowym, od strony północnej nawy są umieszczone zakrystia i skarbiec, przy świątyni znajdują się 2 wieże.

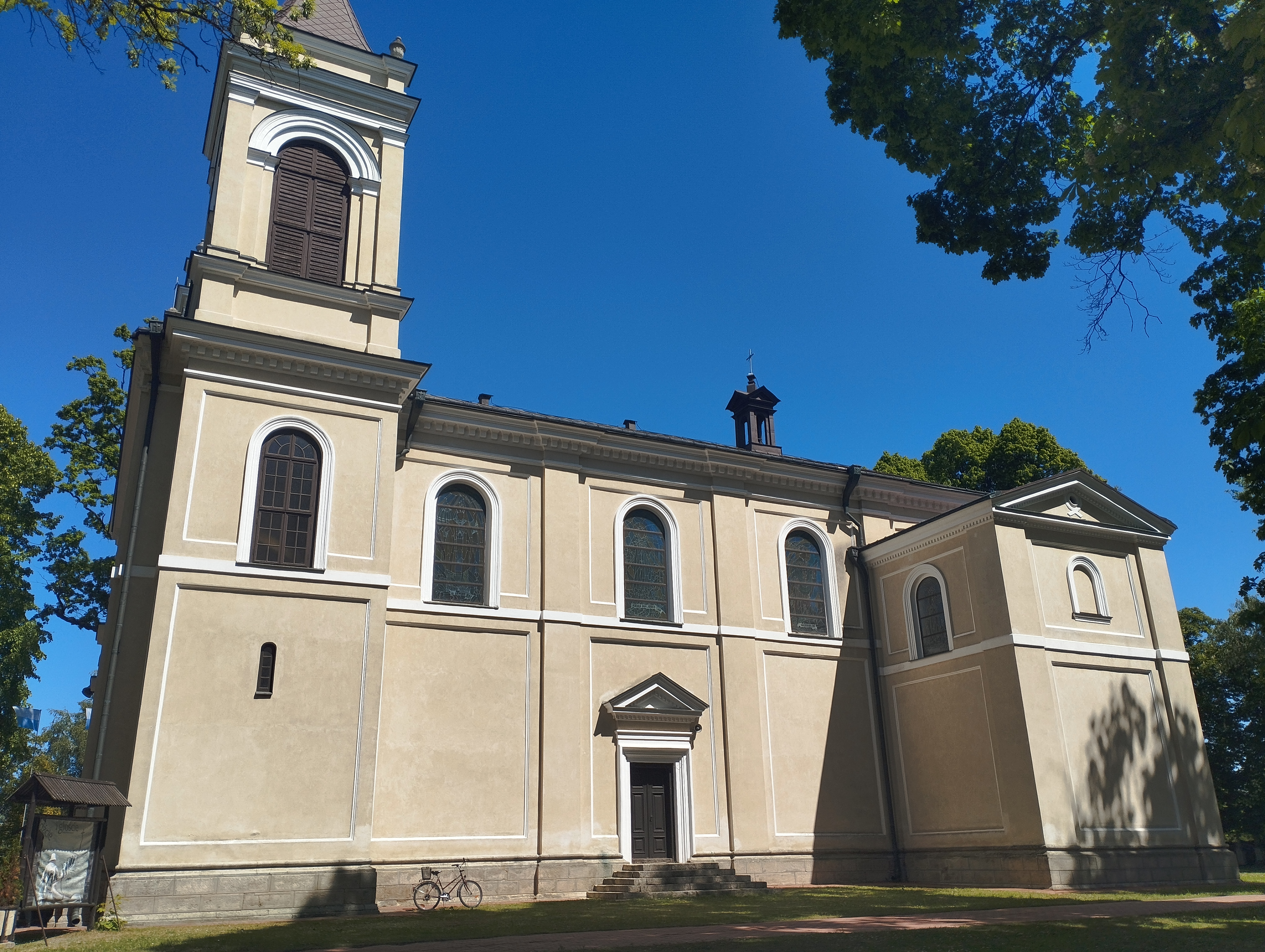
Bryła świątyni, widok od strony południowej
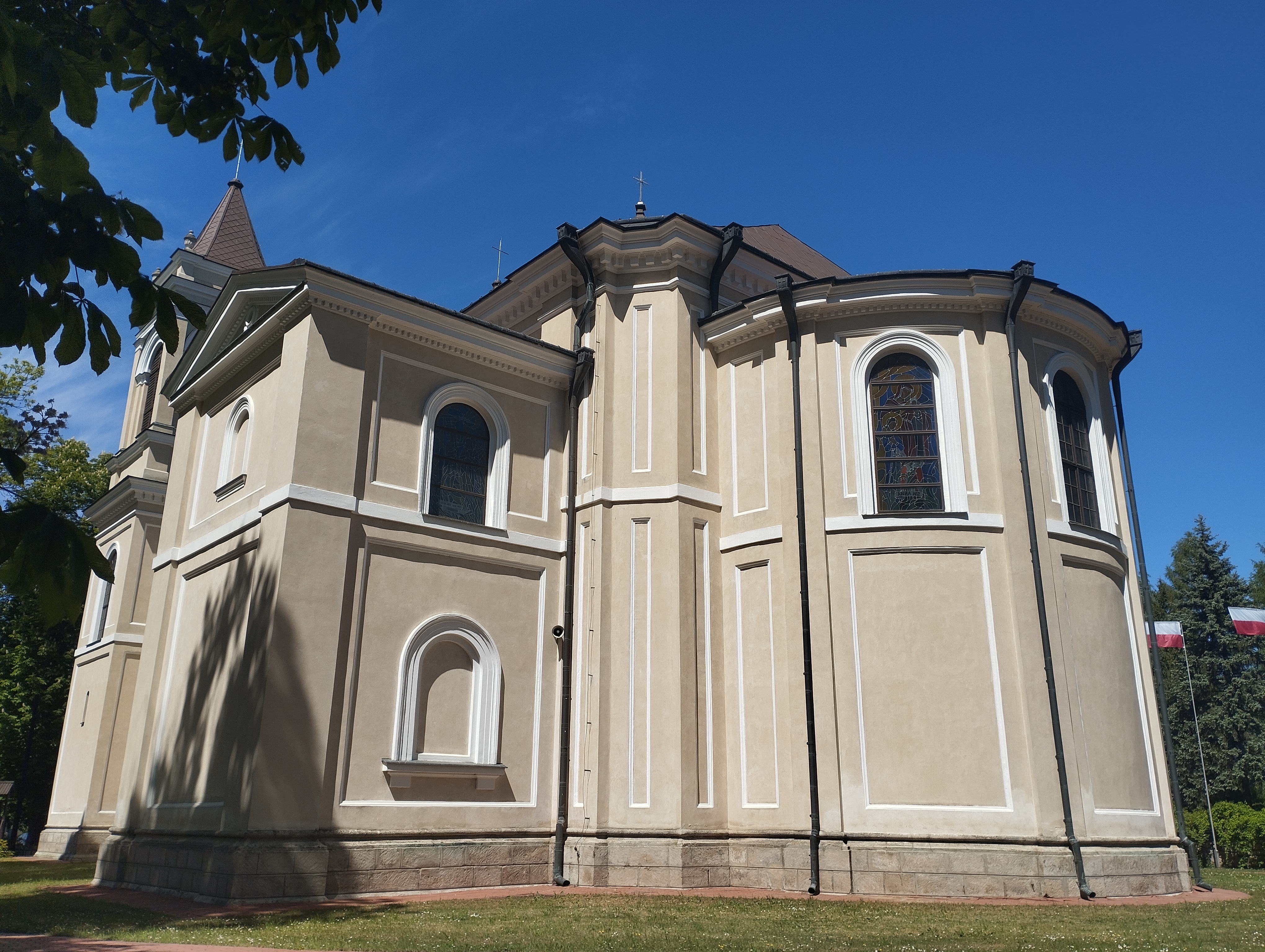
Bryła świątyni, widok od strony wschodniej
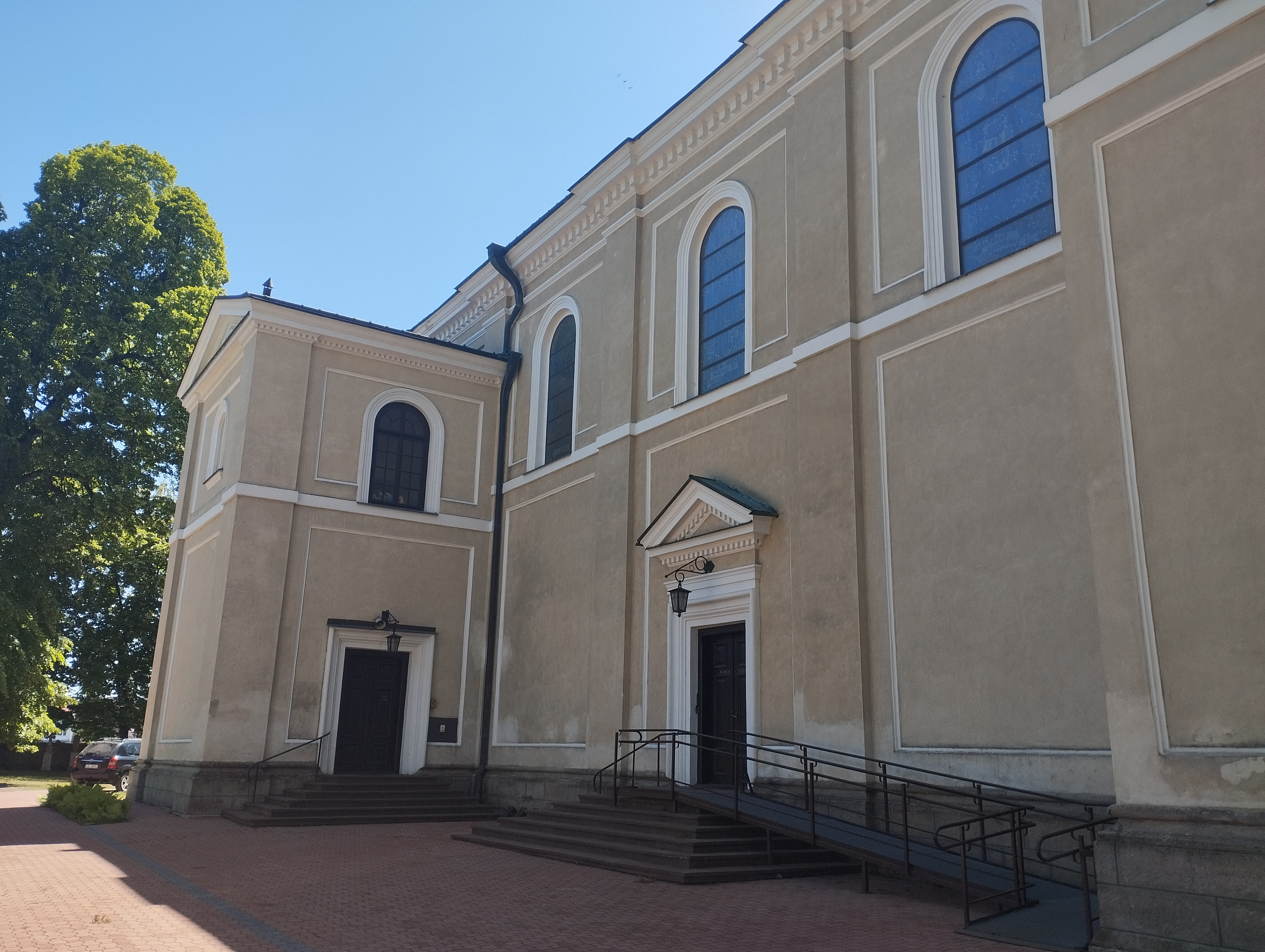
Bryła świątyni z wejściem do zakrystii, widok od strony zachodniej
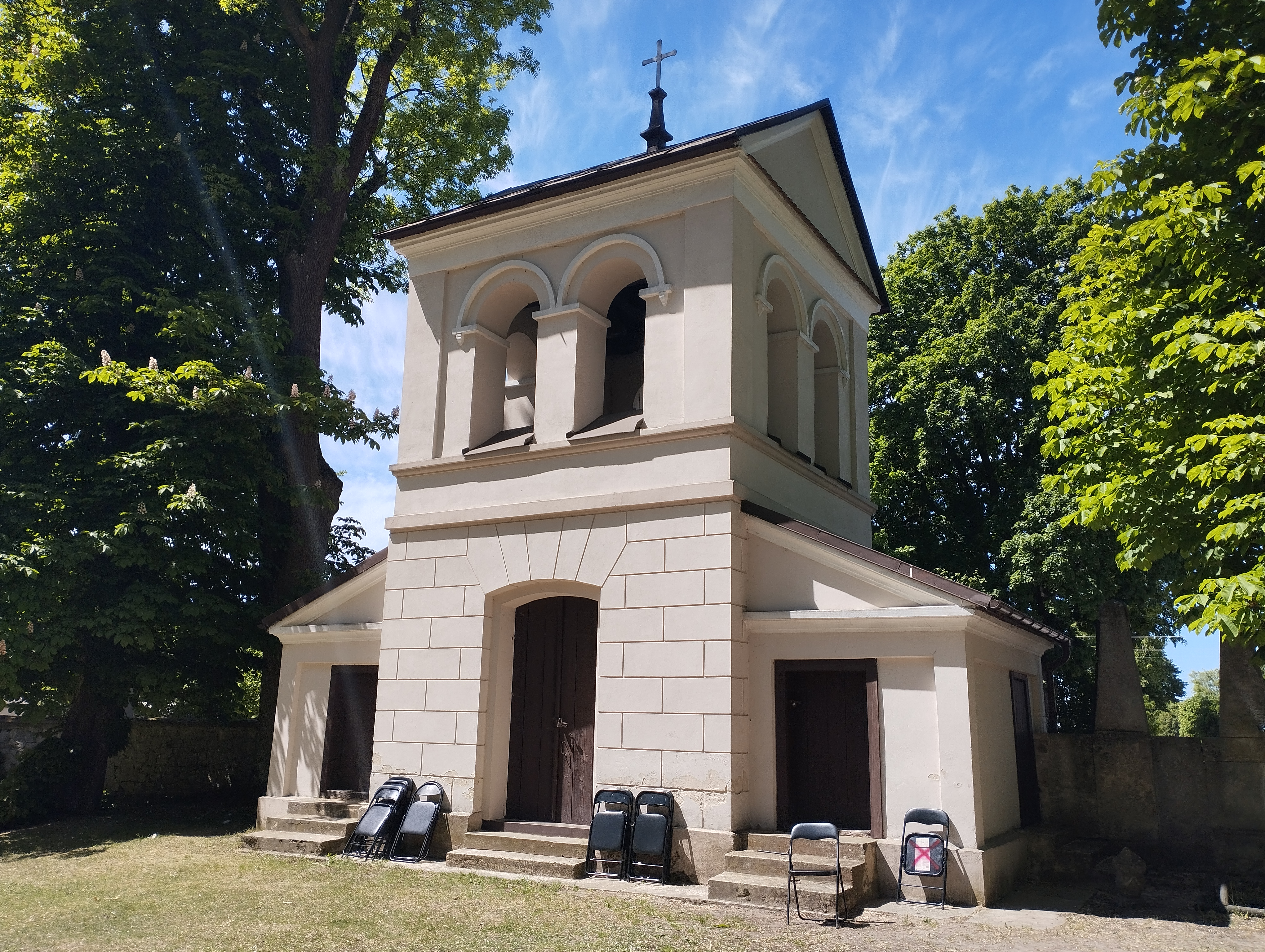
Dzwonnica przykościelna

## Wyposażenie
Wyposażenie wnętrza częściowo pochodzi z dawnej budowli drewnianej.

### Ołtarze

#### Ołtarz główny

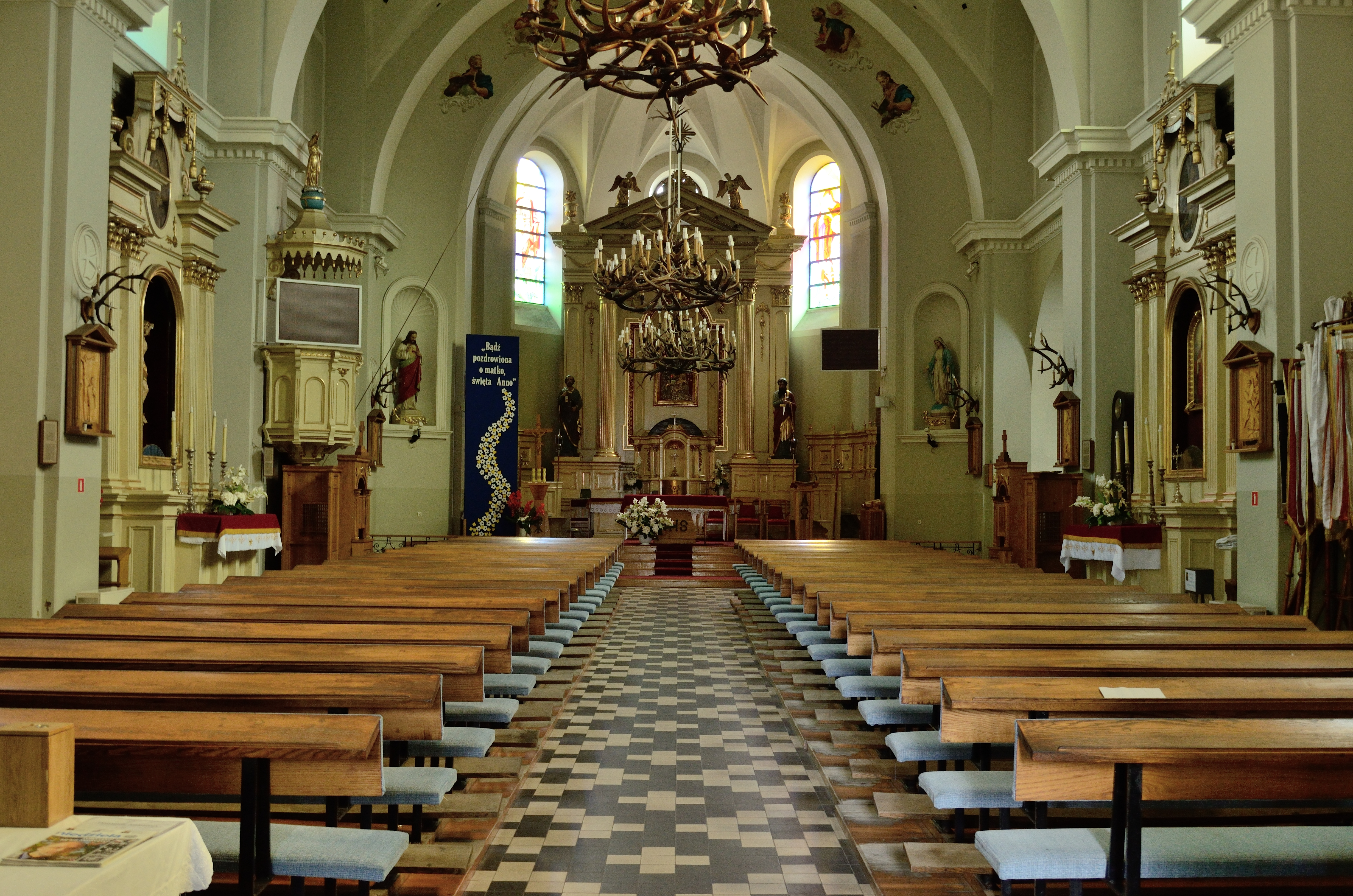
Wnętrze świątyni

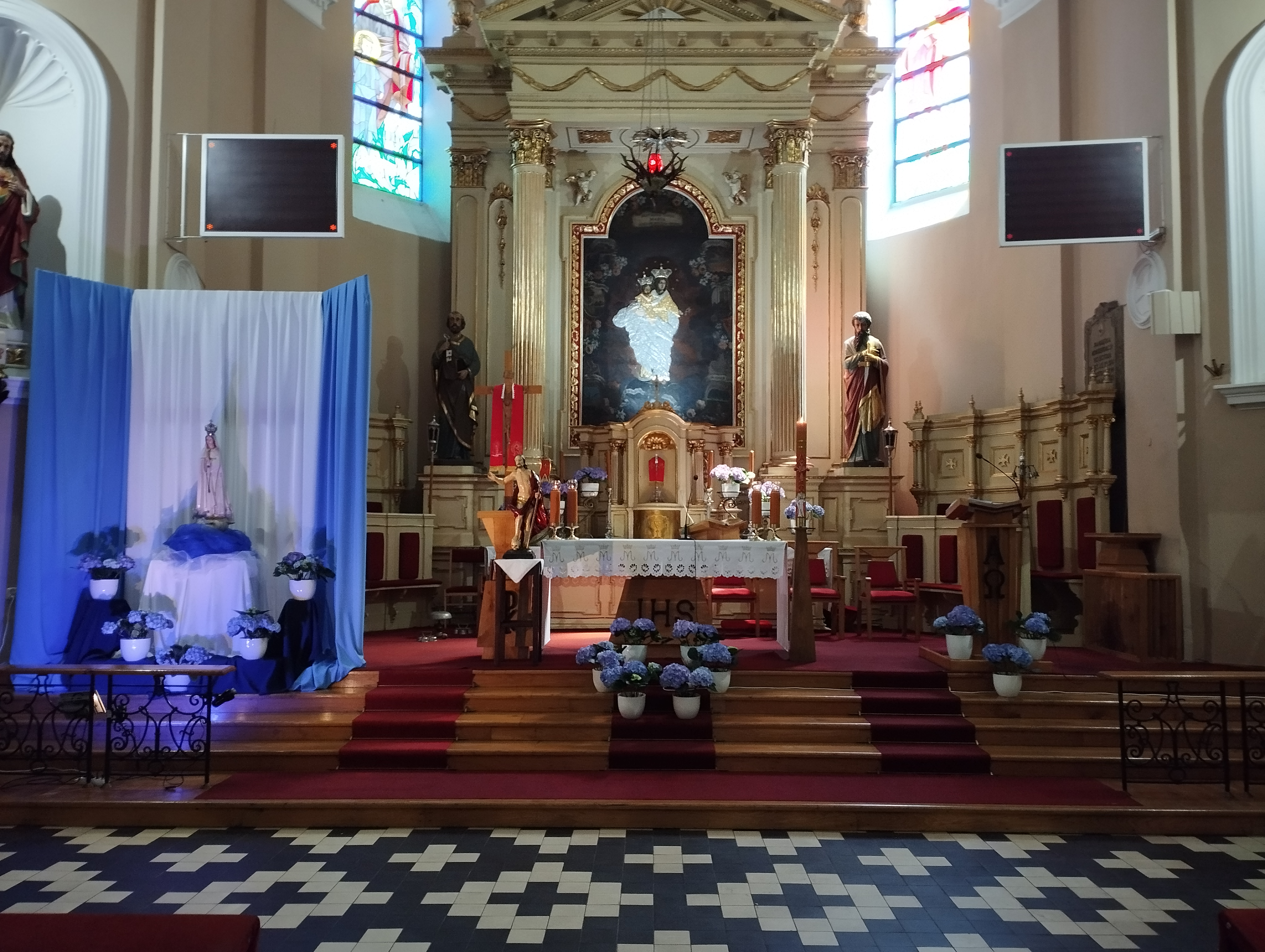
Ołtarz główny

W drewnianym ołtarzu głównym możemy zobaczyć obrazy z XVIII wieku:
- Matki Bożej Różańcowej,
- Niepokalanego Poczęcia Najświętszej Maryi Panny (na zasuwie),
- z lewej i prawej strony rzeźby: świętych Apostołów Piotra i Pawła, wykonane w 1930 roku (ufundowane przez Paulinę Krzaczek).

#### Ołtarze boczne
Świątynia posiada 5 drewnianych ołtarzy bocznych.

##### Ołtarz Matki Bożej Nieustającej Pomocy
Po prawej stronie znajduje się ołtarz Matki Bożej Nieustającej Pomocy (zniszczony przez pożar w 1975 roku, zniszczone zostały wtedy wszystkie obrazy umieszczone w tym ołtarzu), w stylu neobarokowym z dwiema kolumnami.
- Obrazy: św. Franciszka pod krzyżem (na górze), Matki Bożej Nieustającej Pomocy i św. Anny (na zasuwie),
- Figury św. Antoniego Padewskiego i św. Franciszka Ksawerego wykonane z gipsu.

##### Ołtarz św. Józefa
Po prawej stronie znajduje się ołtarz św. Józefa, w stylu neobarokowym, mieszczący obraz Serca Pana Jezusa namalowany na suknie w 1930 roku (ufundowany przez Magdalenę Lal) i św. Józefa – na zasuwie, na górze znajduje się obraz św. Ambrożego.

##### Ołtarz Przemienienia Pańskiego
Po prawej stronie znajduje się ołtarz Przemienienia Pańskiego, w stylu barokowym, pochodzący ze starego kościoła, mieszczący obraz Przemienienia Pańskiego, a na górze znajduje się zabytkowy obraz Ecce Homo.

##### Ołtarz Pana Jezusa Ukrzyżowanego
Po lewej stronie świątyni znajduje się ołtarz Pana Jezusa Ukrzyżowanego (mieszczący drewniany krucyfiks zasłonięty obrazem św. Jana Chrzciciela namalowanym w 1951 roku, ufundowanym przez Janinę Grzyb).

##### Ołtarz św. Antoniego
Po lewej stronie znajduje się ołtarz św. Antoniego, w stylu barokowym, pochodzący z poprzedniej świątyni (mieszczący obraz św. Antoniego), na górze obraz św. Kajetana.

### Chrzcielnica
Chrzcielnica wykonana w stylu barokowym. Dwie kropielnice wykonane z kamienia w stylu barokowym.

### Organy

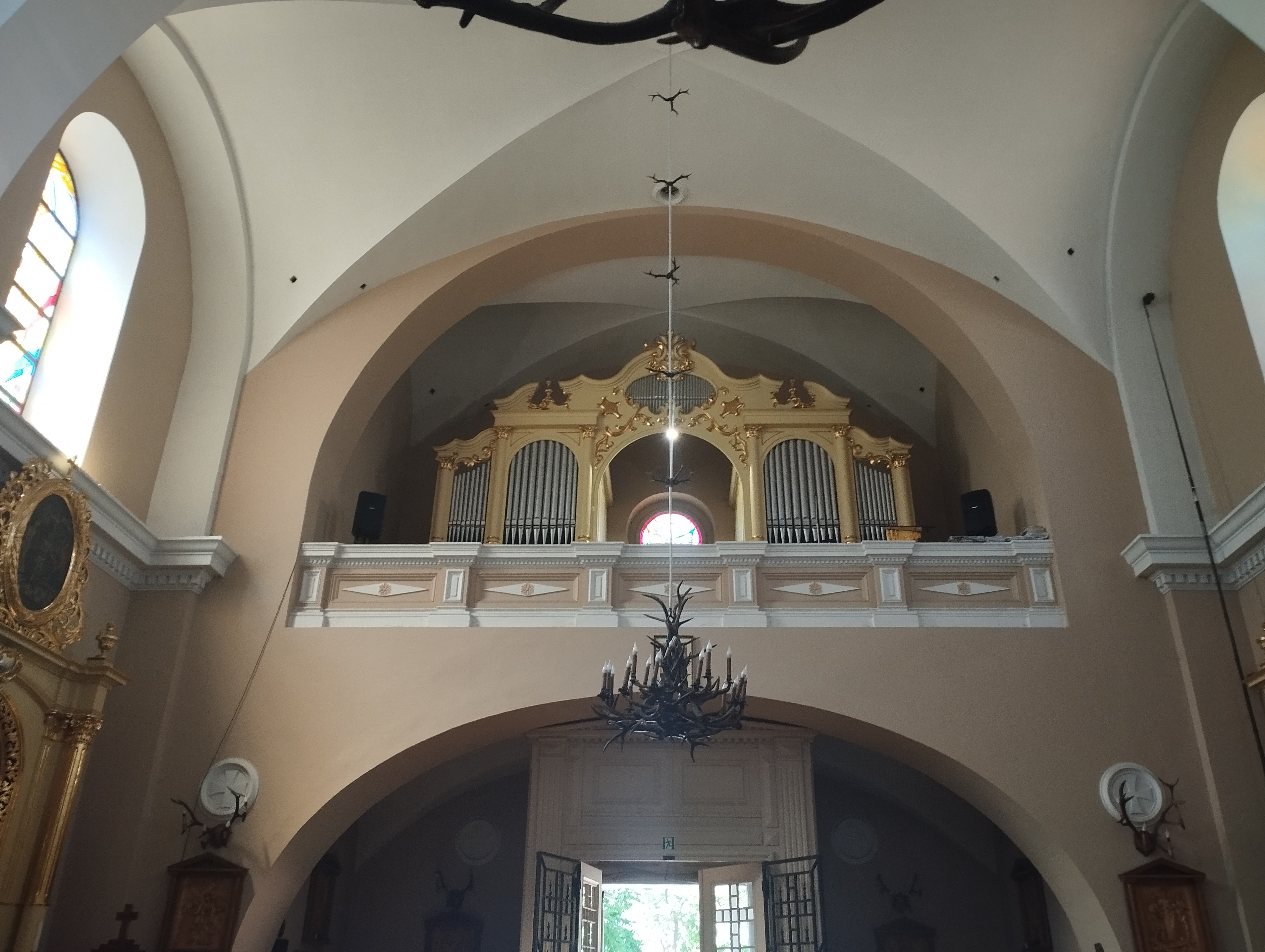
Organy

Na chórze muzycznym znajdują się organy o 18 głosach, wykonane w firmie Biernackiego we Włocławku.

### Stacje Drogi Krzyżowej
Stacje Drogi Krzyżowej wykonane zostały w latach 1994–1995 przez Zbigniewa Jagiełę, ozdobne ramy – kapliczki do tych stacji zostały wykonane przez Andrzeja Burego.

### Witraże
Witraże: św. Józefa i św. Anny znajdują się w prezbiterium, św. Stanisława, św. Wojciecha, św. Stanisława Kostki, bł. Karoliny Kózkówny oraz Jana Pawła II i Kardynała Stefana Wyszyńskiego znajdują się w nawie głównej, a także chrzest św. Jana Chrzciciela i Matki Bożej Fatimskiej w kaplicy oraz Ducha Świętego na chórze zostały wykonane w latach: 1995-1998 przez krakowskich artystów, Szczekanów.

### Kaplica

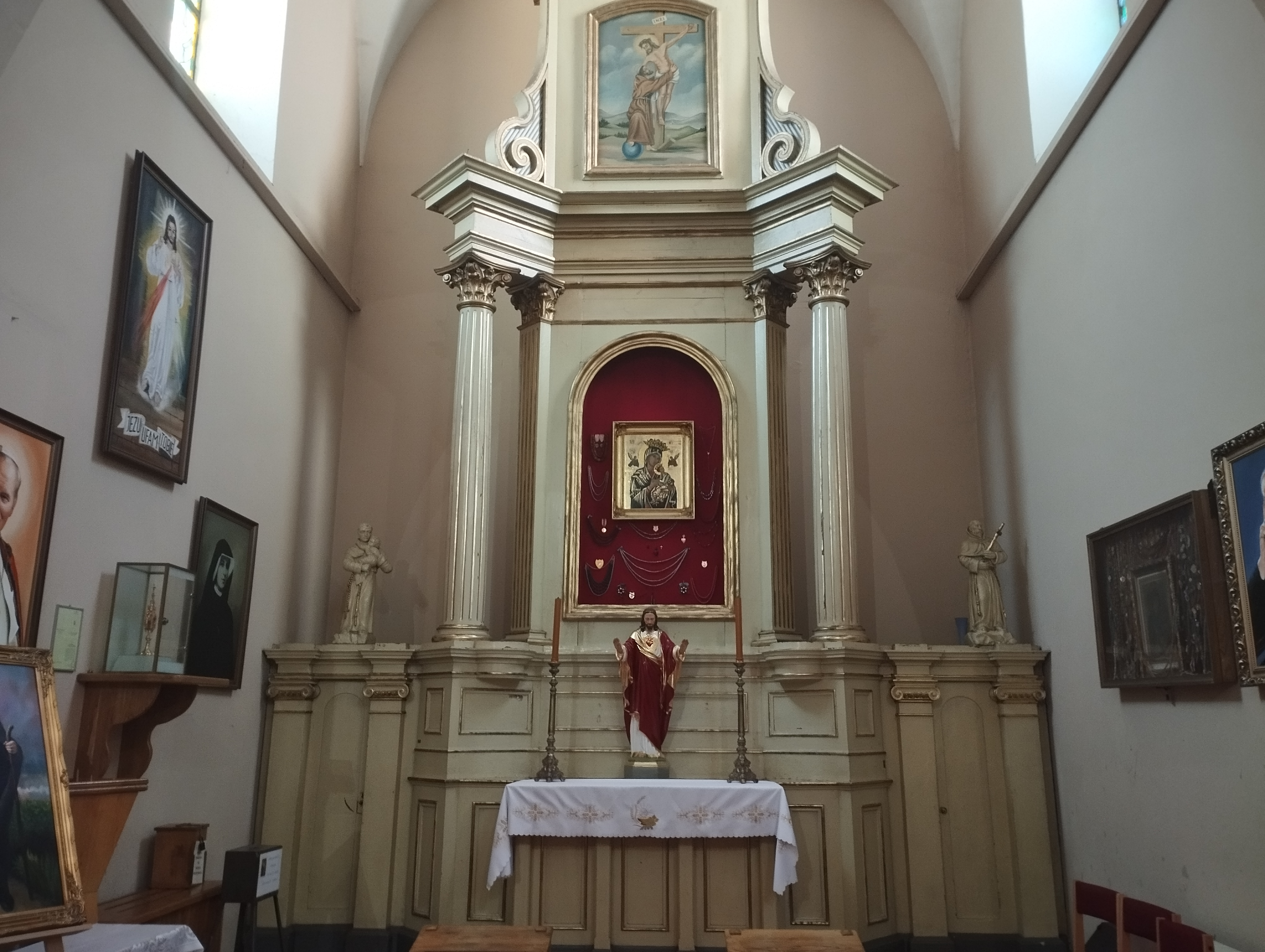
Kaplica

W kaplicy Jest umieszczony ołtarz Miłosierdzia Bożego. Obraz Miłosierdzia Bożego został namalowany w 1993 roku przez Reginę Berdzik, obraz św. Faustyny został namalowany w 2000 roku.

### Pozostałe

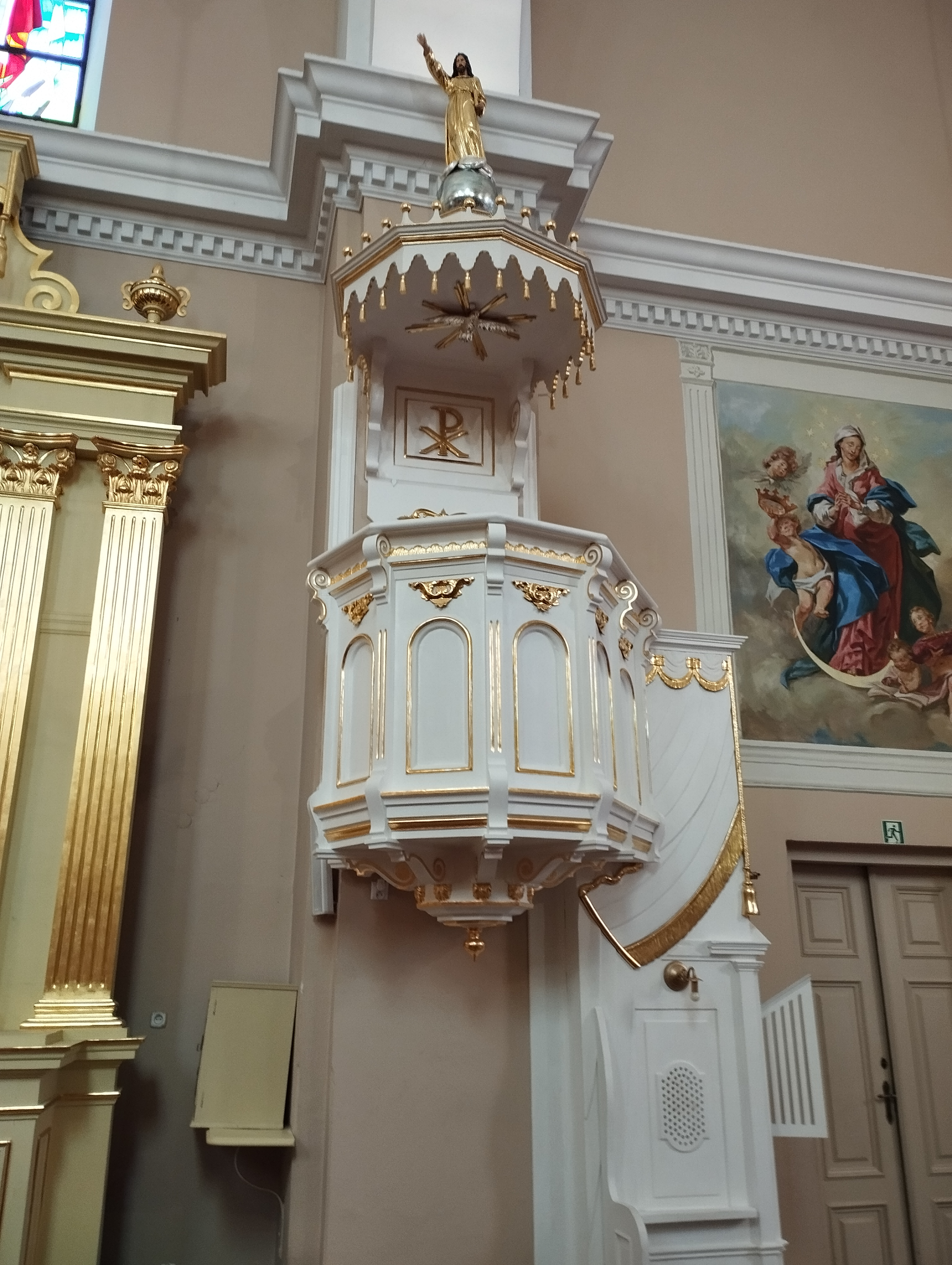
Ambona wraz z konfesjonałem

Oryginalne trzy żyrandole i kinkiety z poroży zostały wykonane w 1981 roku przez Jana Kudełkę, nowy wystrój prezbiterium z 1991 roku, cztery konfesjonały z lat: 1994-1995 zostały wykonane przez Jana Burdę.

### Obiekty przykościelne

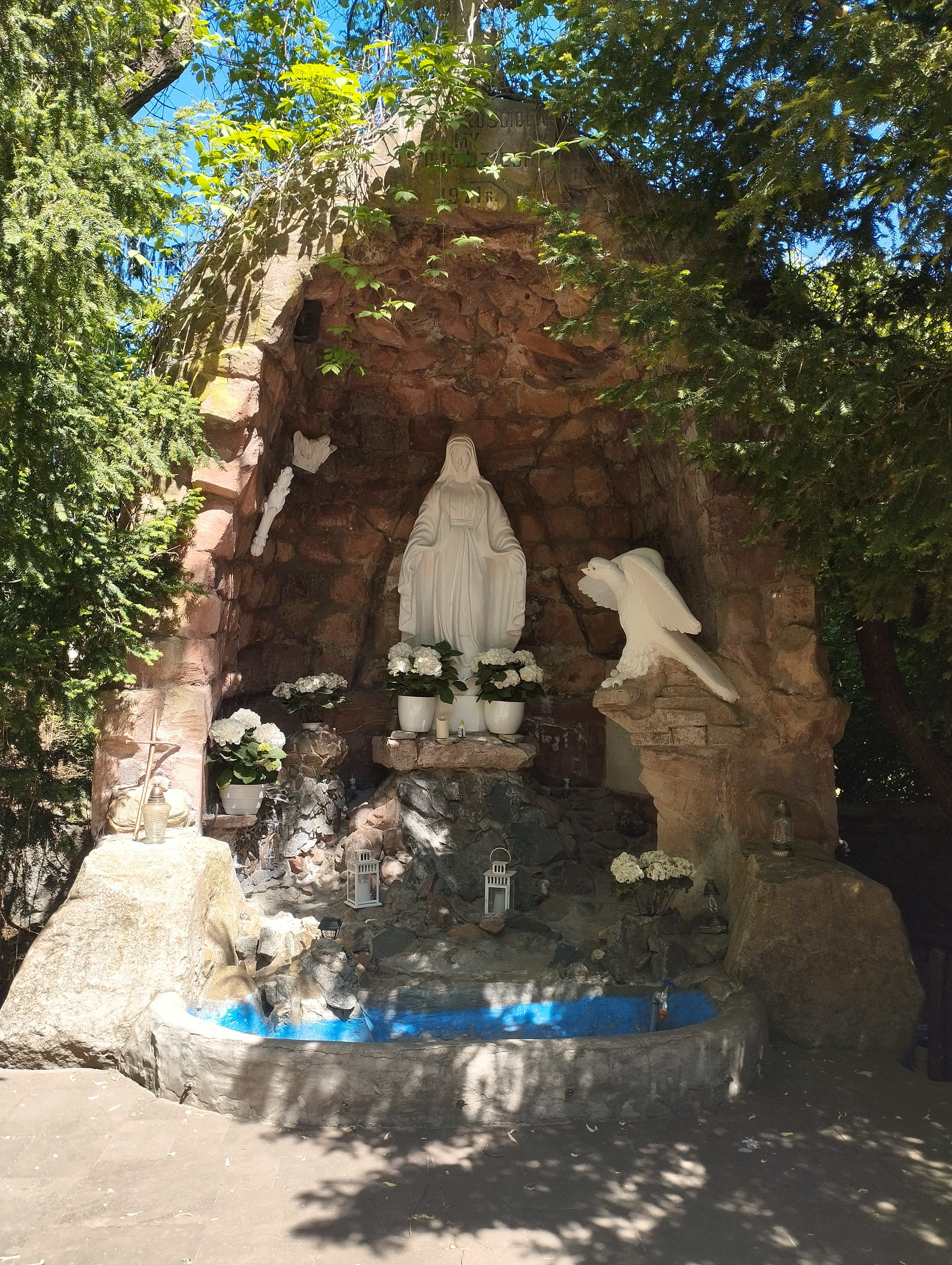
Kapliczka NMP przy północnym murze
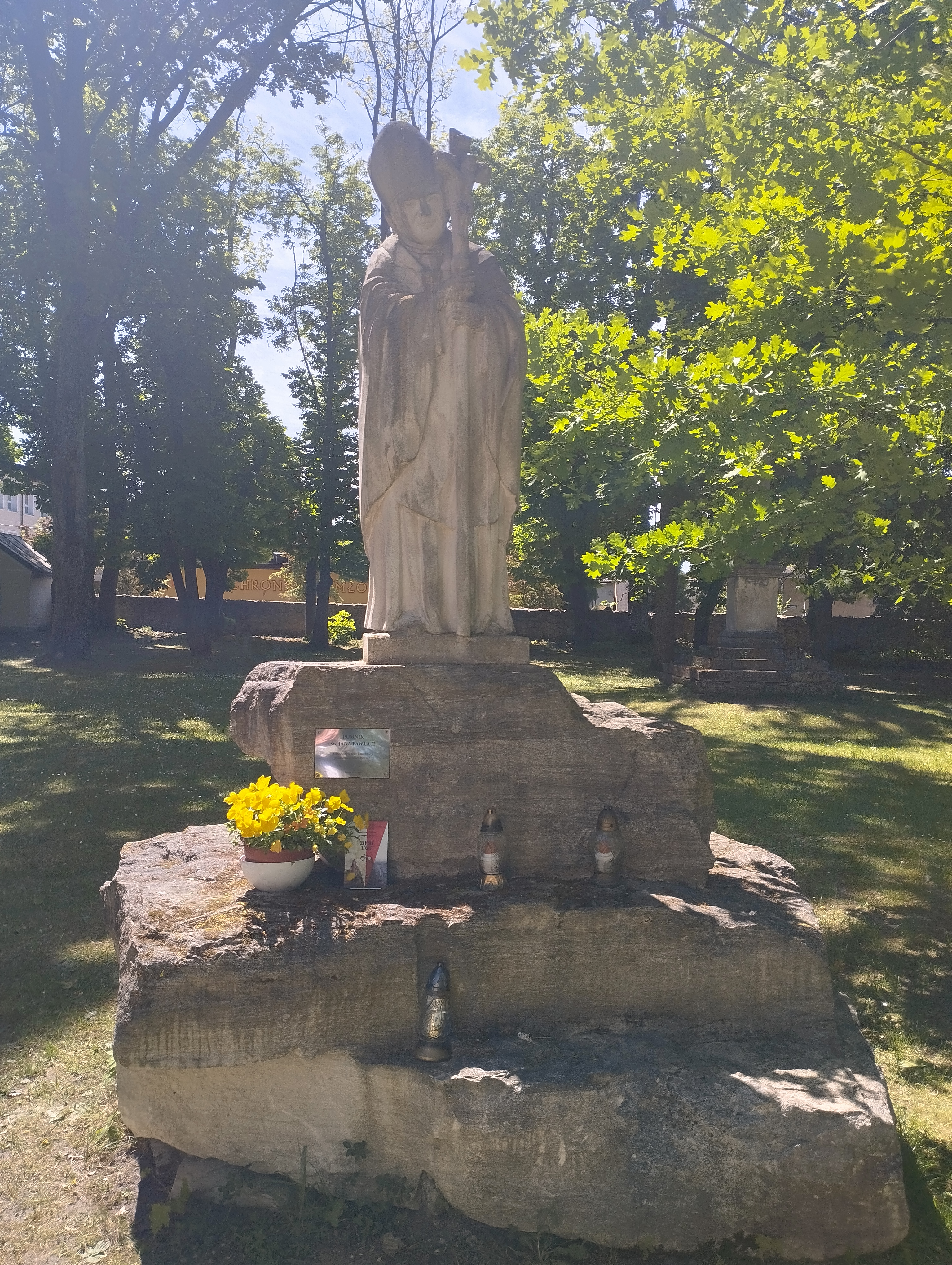
Pomnik św. Jana Pawła II
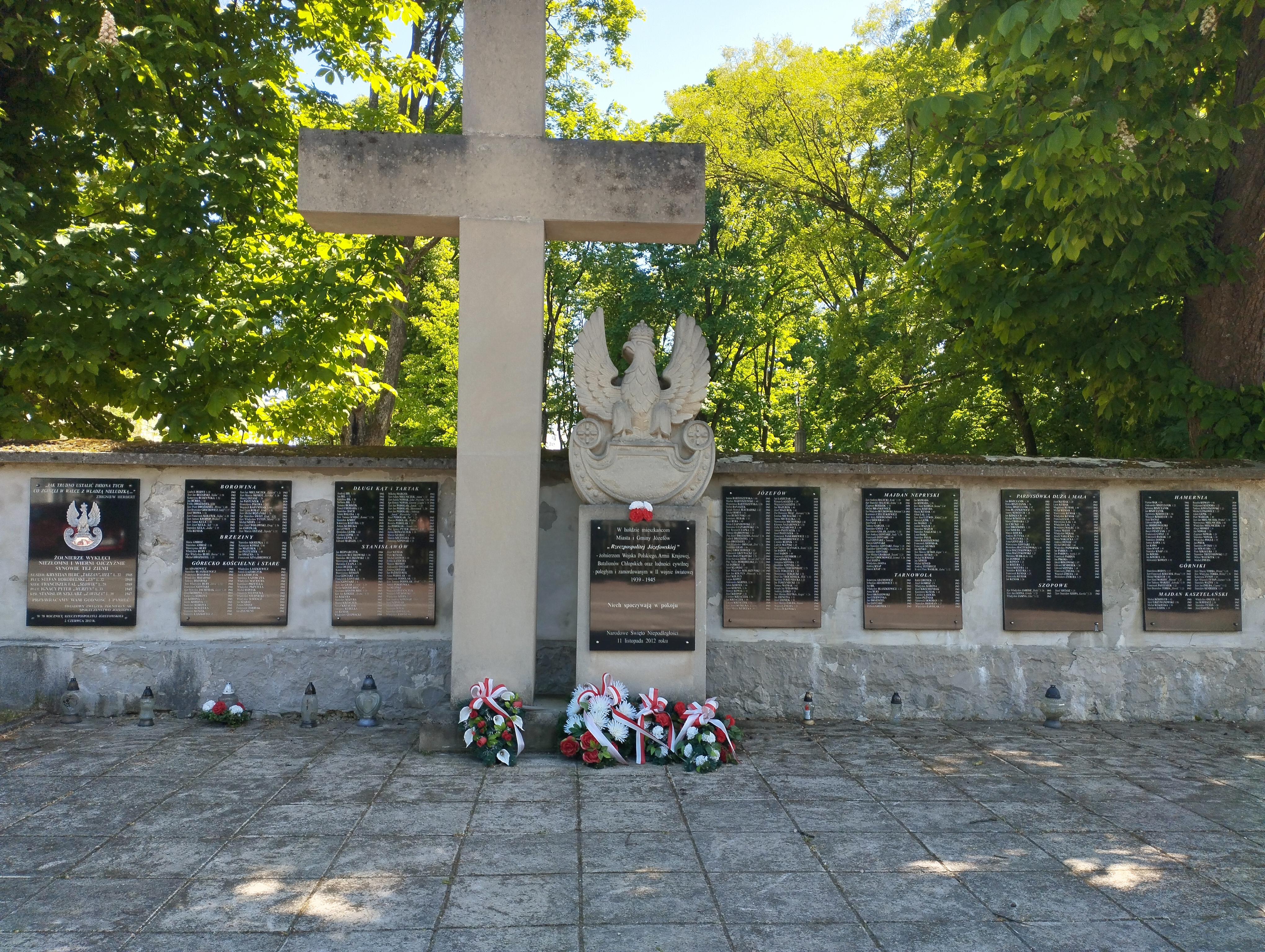
Krzyż i tablice upamiętniające ofiary II wojny światowej